# Boulevard Jules-César
Pour les articles homonymes, voir Jules César (homonymie).
Le boulevard Jules-César  est une voie de la commune de Reims, située au sein du département de la Marne, en région Grand Est.

## Situation et accès
Le boulevard Jules-César dépend administrativement du quartier Centre-ville, il se situe entre la voie de chemin de fer et le cimetière du nord.

## Origine du nom
Il porte le nom du général, homme politique et écrivain romain Jules César.

## Bâtiments remarquables et lieux de mémoire
- Nouveau Complexe aqualudique et sportif de Reims ;
- En construction (futur salle Aréna).

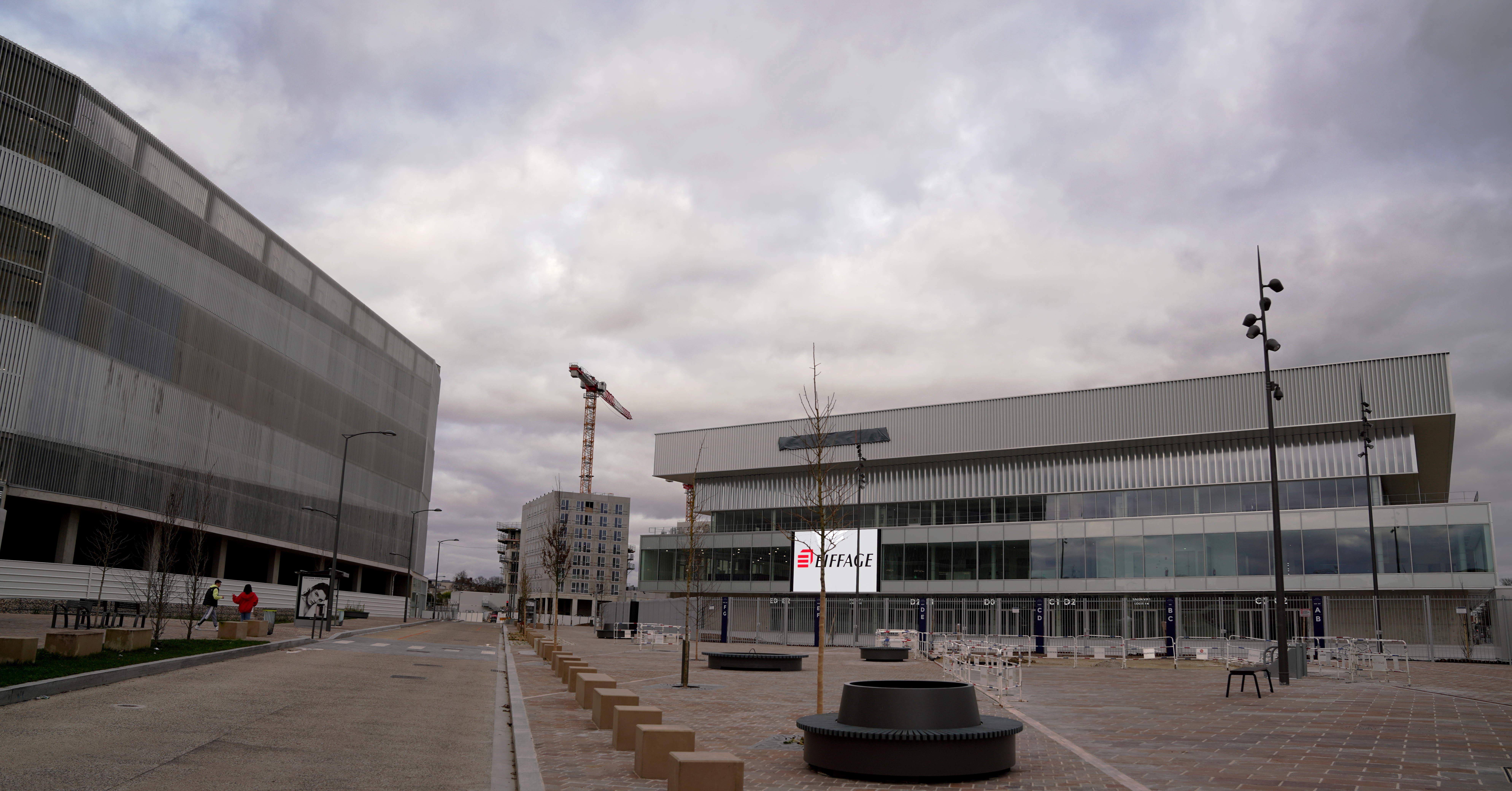
Arena.
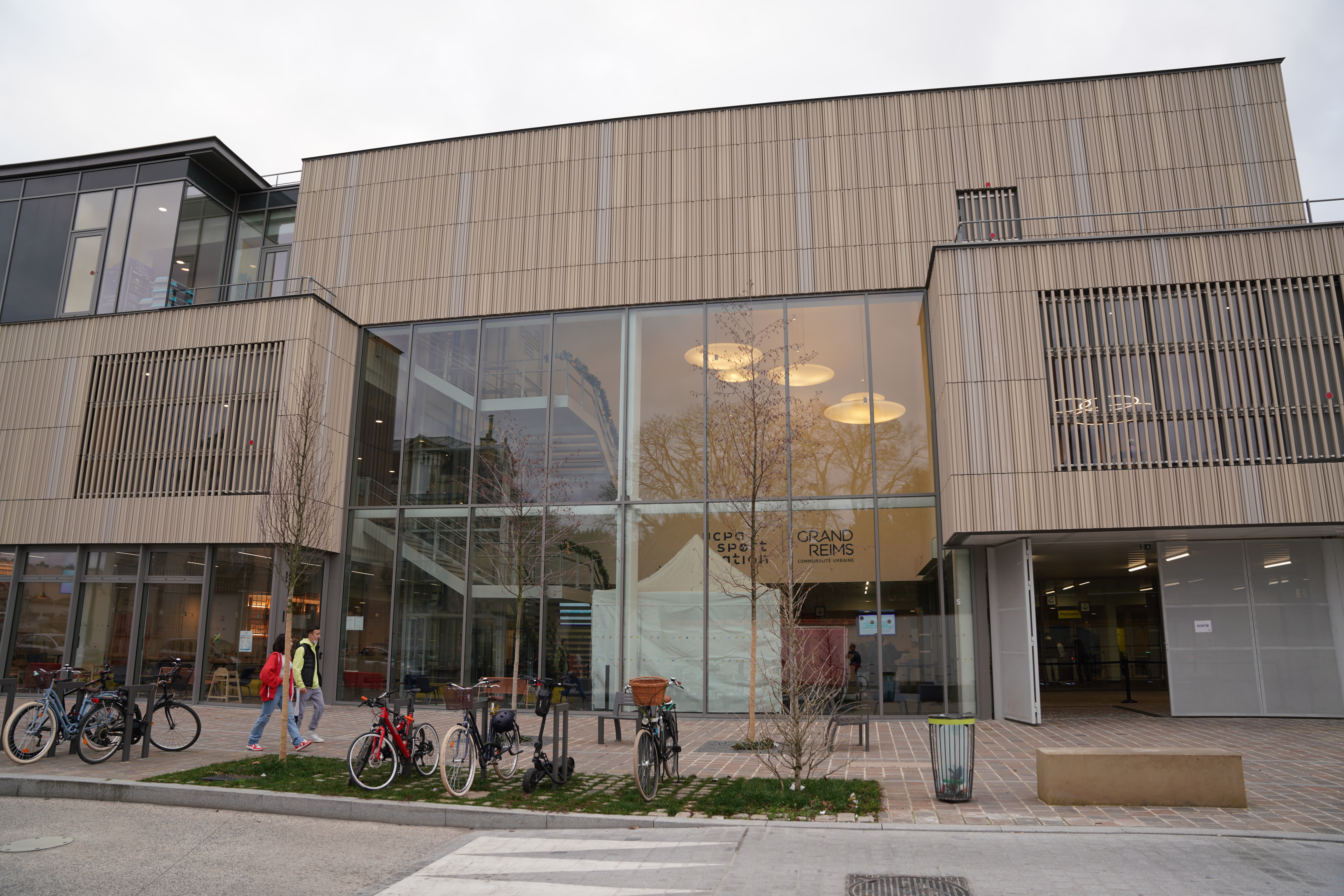
Entrée de L'UCPA.
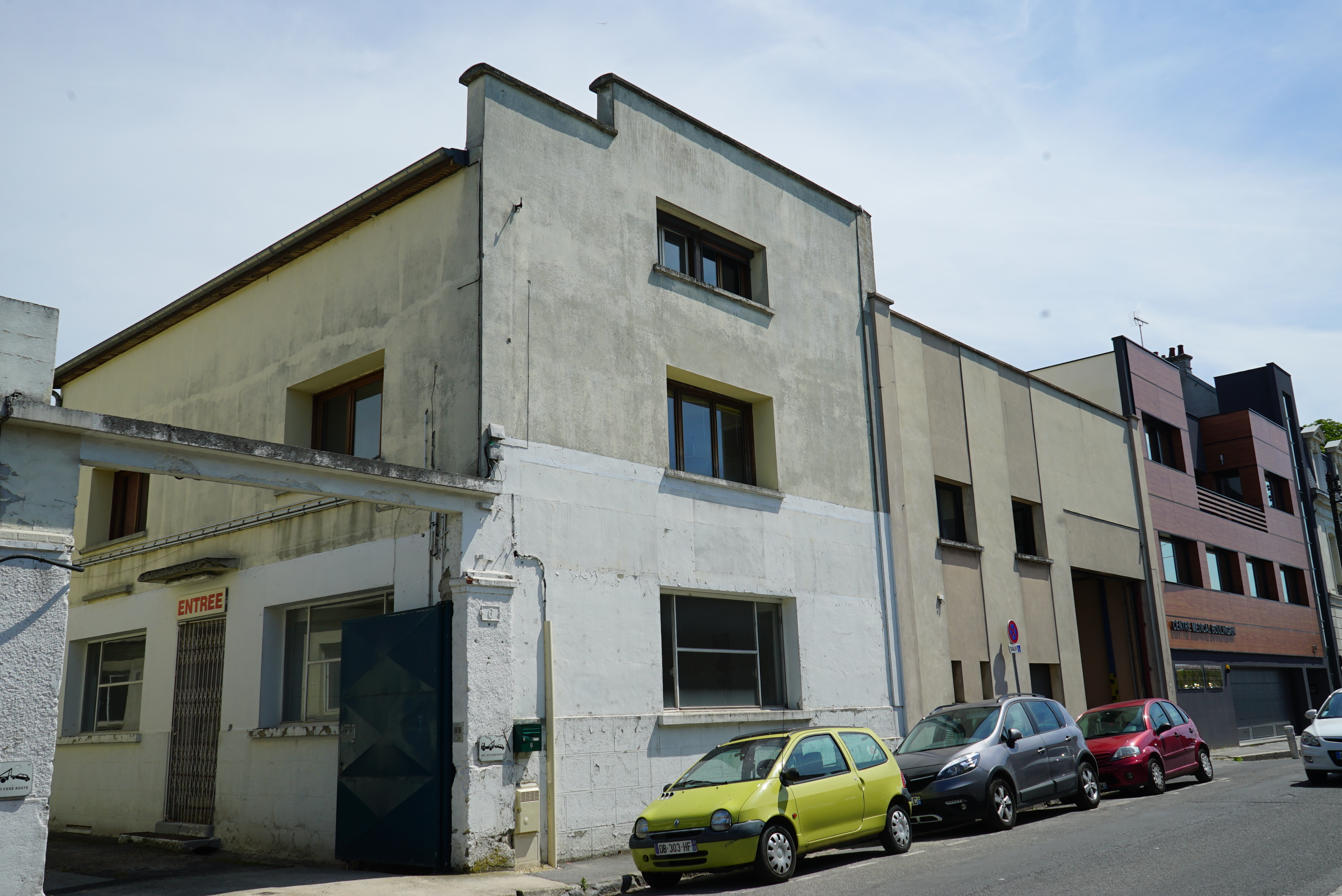
Complexe médical et bâtiment détruit.